# Lonchitis
Lonchitis L. è un genere di piante dell'ordine Polypodiales, unico genere della famiglia Lonchitidaceae Doweld.

## Descrizione
Le specie del genere Lonchitis, sono felci il cui areale nativo va dal Messico all'America tropicale, all'Africa tropicale e al Madagascar.

## Tassonomia
Il genere comprende le seguenti specie:
- Lonchitis hirsuta L.
- Lonchitis occidentalis Baker